# ديوكسينات
الديوكسينات هي ملوّثات بيئية وهي تتميّز عن غيرها بانتمائها إلى «المجموعة القذرة»- وهي مجموعة من المواد الكيميائية الخطرة تُعرف بالملوّثات العضوية الثابتة. وتثير هذه المواد قلقاً بسبب قدرتها العالية على إحداث التسمّم. وقد بيّنت التجارب أنّ تلك المواد تؤثر في عدد من الأعضاء والأجهزة. وبإمكان الديوكسينات، بعد دخولها جسم الإنسان، من الاستحكام مدة طويلة بسبب استقرارها الكيميائي وسهولة امتصاصها من قبل النسيج الدهني حيث يتم تخزينها. ويتراوح نصف عمرها بين 7 أعوام و11 عاماً. أمّا في البيئة فإنّ الديوكسينات تتراكم في السلسلة الغذائية. والجدير بالذكر أنّ تركيزها يزيد كلّما اعتلينا في سلّم تلك السلسلة.
غالباً ما يُستخدم مصطلح «الديوكسينات» للإشارة إلى مجموعة المواد المتصلة من الناحيتين الهيكلية والكيميائية بمادتي ديبنزو بارا ديوكسين عديد التكلور وديبنزوفوران عديد التكلور. كما تندرج بعض مركبات بيفينيل عديد التكلور، التي تشبه الديوكسينات ولها الخصائص السامة ذاتها، ضمن مصطلح «الديوكسينات». وقد تم تحديد زهاء 419 نوعاً من المركبات ذات الصلة بالديوكسينات، غير أنّ ثمة 30 مركباً منها فقط يملك قدرة كبيرة على إحداث التسمّم، علماً بأنّ 2، 3، 7، 8-رباعي كلوروديبنزو بارا ديوكسين هو أكثرها سميّة.

## معرض صور

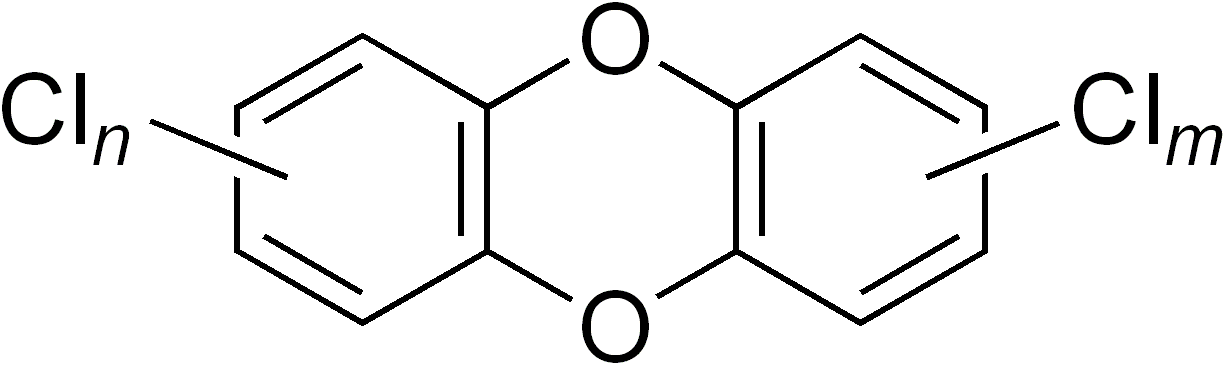